# Roches (Szwajcaria)
Roches – gmina (niem. Einwohnergemeinde) w północno-zachodniej Szwajcarii, w kantonie Berno, w regionie administracyjnym Berner Jura, w okręgu Berner Jura. 31 grudnia 2020 roku liczyła 190 mieszkańców. 

## Demografia
Według danych z 2000 r. 81,8% mieszkańców gminy była francuskojęzyczna, 15,1% niemieckojęzyczna, a 1,3% włoskojęzyczna. Na dzień 31 grudnia 2020 obcokrajowcy stanowili 13,7% ogółu mieszkańców.

## Transport
Przez teren gminy przebiega autostrada A16 oraz droga główna nr 6.